# Казахско-русское двуязычие

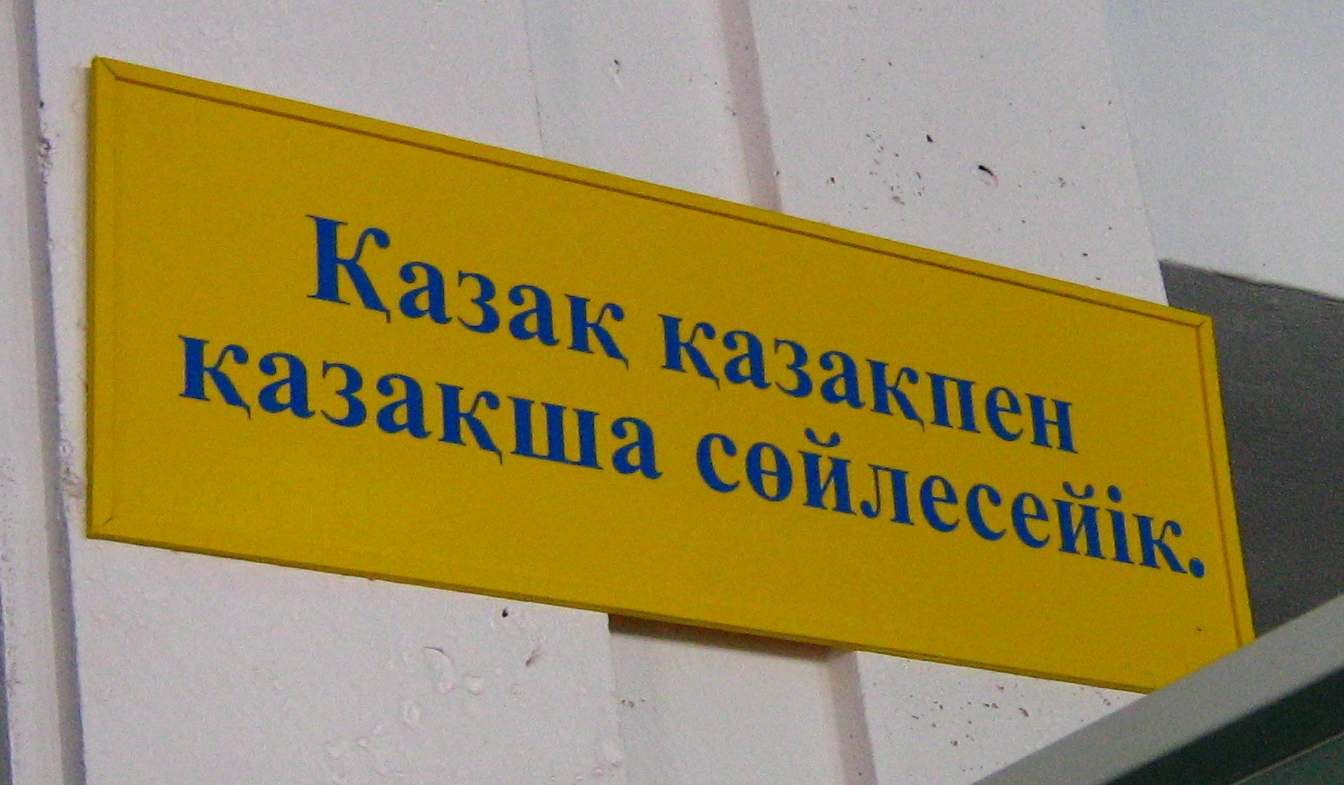
«Казах, давайте разговаривать с казахами на казахском»

Казахско-русское двуязычие (каз. қазақ-орыс қостілділігі) — широко распространённое явление среди казахов Казахстана и России, связанное с политикой русификации (см. русификация Казахстана), которая проводилась во времена Российской империи и СССР. Среди казахов из Казахстана, Китая и Турции, которые проживают в других странах, распространён трилингвизм — знание казахского языка, языка страны пребывания и русского, китайского или турецкого, в зависимости от того, откуда они родом.
Длительное время среди казахов проводилась политика русификации. Во времена СССР весь документооборот вёлся на русском языке, по всей стране были закрыты[когда?] сотни школ с казахским языком обучения, чтобы поступить в вуз надо было обязательно сдавать экзамен по русскому языку. Лишь 22 сентября 1989 года был принят закон Казахской ССР «О языке», который закрепил статус казахского языка.
В 90-х годах XX века казахский язык в Казахстане употребляли только этнические казахи (42 % населения), а подавляющее большинство населения (85 %) владело русским языком. Не только казахи, но и большинство представителей других наций были двуязычными. По данным переписи 2009 года, на русском языке свободно писали и читали 84,8 % казахстанцев (на казахском — 62 %, на английском — 7,7 %), устную русскую речь понимали 94,4 % (казахскую — 74 %, английскую — 15,4 %). Среди казахов, проживающих в России, этот показатель ещё выше — 98,3 % свободно владеют русским языком, в то время как лишь 72 % из них владеют казахским языком.
Влияние русского языка в Казахстане до сих пор остаётся сильным: лишь 2,5 тыс. из 1 074 тыс. учеников в казахских школах являются представителями нетитульных национальностей, в то время как 259 454 казахов обучаются в русскоязычных школах. 70—80 % учащихся русских групп высших учебных заведений составляют казахи. Из 8004 изданий, распространяемых в стране, 2756 выпускаются в Казахстане, из них лишь 453 на казахском языке. Русский язык доминирует в научной и законодательной сферах.
Из-за того, что большинство казахских писателей получили обучение на русском языке, ещё в начале XX века Ельдес Омаров (1892—1937) отметил, что пишут они на «обрусевшем» казахском языке. В современном Казахстане на официальном уровне двуязычность населения не воспринимается негативно. В одном из своих выступлений Нурсултан Назарбаев назвал двуязычие «национальным богатством», также он упомянул о реализации программы триязычия (казахско-русско-английское).
Казахский просветитель конца XIX века Абай Кунанбаев отмечал:

«Нужно учиться русской грамоте — духовное богатство, знание и искусство и другие несметные тайны хранит в себе русский язык. Русский язык откроет нам глаза на мир. Русская наука и культура — ключ к мировым сокровищам. Владеющему этим ключом все другое достанется без особых усилий»— 